# محمود الصغيري
المهندس محمود إبراهيم الصغيري، من مواليد محافظة الحديدة اليمنية في العام 1949، يمني الجنسية، وزير سابق وعالم و باحث فلكي  و أديب و مؤرخ و هو عضوٌ لاتحاد الكتاب العرب.
بتاريخ 15 يوليو/ تموز 2013، أصدر الرئيس عبد ربه منصور هادي قراراً جمهورياً قضى بتعيينه بمنصب أمين عام المجمع العلمي اللغوي اليمني.
وبتاريخ 2 مايو/ أيار 2014، انتخب رئيساً للجمعية الفلكية اليمنية في اجتماعها التأسيسي.

## مناصب تولاها
شغل عدداً من المناصب من أهمها:
- وزيراً للثروة السمكية اليمنية [5]
- رئيس مجلس إدارة الاتحاد العربي لمنتجي الأسماك [6]
- نائب رئيس المجلس الأعلى للاتحاد العربي لعلوم الفلك و الفضاء للشؤون الإعلامية
- عضواً في اللجنة الوطنية العليا للتحكيم
- رئيس تحرير مجلة الإكليل التاريخية [7]
- وسكرتيراً لمجلة التراث العربي الصادرة عن اتحاد الكتاب العرب في سورية لعدة سنوات عند تأسيسها.[8]

## المؤلفات
من أهمها:
- هل هناك حاسة سادسة [9]
- قضايا في التراث العربي
- الهمداني  - مصادره وآفاقه العلمية [10]
- رواية الميناء القديم [11]
- اللغة العربية – في الدستور والقوانين اليمنية [12]
- إضاءة أولى على رحيل رجل القانون الأول في اليمن: المستشار حُسَين الحُبَيشِي وقطار الرماد اليمني [13]
- اليمن و حوار الحضارات [14]
- عن شاعر اليمن  - عبد الله البردوني  - شهادات في الحياة والأدب، 1975 [15]
- شاعر الثورة اليمنية وشهيدها محمد محمود الزُبيري، 1976 [16]
- دراسة ومقابلة مع الأستاذ  الشاعر والمؤرخ اليمني الكبير مطهر الإرياني، 1977 [17]